# 派克鱷科
派克鱷科（Euparkeriidae）是原始主龍形下綱的一科，是群小型、肉食性動物，生存於三疊紀的安尼阶到卡尼阶。派克鱷科的化石已在南非、俄羅斯發現。不同於引鱷科，派克鱷科體型很小、身體修長，在身理機能上可以二足行走。
派克鱷科是以著名的派克鱷為名，是在1913年由南非古生物學家羅伯特·布魯姆（Robert Broom）所命名。在1920年，德國古生物學家弗雷德里克·馮·休尼（ Friedrich von Huene）建立派克鱷科，被分類於偽鱷亞目；當時偽鱷亞目包含許多三疊紀的鱷魚遠親。近年種系發生學研究，多將派克鱷科分類於主龍形類的基礎位置。派克鱷科與鱷魚、鳥鱷科、恐龍的共同祖先類似，但並非直系祖先。
派克鱷科目前的有效屬只有派克鱷，其他的可能屬包含：Halazaisuchus、歐斯莫斯卡鱷（Osmolskina）。

## 外部連結
- Euparkeriidae from Palaeos.com (technical)